# (39540) Borchert
(39540) Borchert ist ein Asteroid des Hauptgürtels, der am 11. April 1991 vom deutschen Astronomen Freimut Börngen an der Thüringer Landessternwarte Tautenburg (IAU-Code 033) in Thüringen entdeckt wurde.
Der Asteroid wurde am 20. November 2002 nach dem deutschen Schriftsteller Wolfgang Borchert (1921–1947) benannt, der nach dem Zweiten Weltkrieg einer der bekanntesten Autoren der sogenannten Trümmerliteratur war.